# El Vigía
El Vigía es una ciudad del estado Mérida, Venezuela, ubicada en el municipio Alberto Adriani. Está situada sobre el piedemonte andino, en una meseta cuyo punto más alto tiene una altitud de 130 m s. n. m., justo donde el río Chama abandona la Cordillera de Mérida. Se ubica en una encrucijada de carreteras hacia los estados Táchira, Zulia y Trujillo. Es atravesada por la Troncal 1 de la carretera Panamericana. 
Su localización la convierte en el centro económico del Sur del Lago de Maracaibo, una importante región agropecuaria de Venezuela. El Vigía es la segunda ciudad en población del estado Mérida, la cual se diferencia de ciudades como Mérida, Tovar y Nueva Bolivia por tener un área demográfica única, la cual no conforma conurbación con ciudades de otros municipios, solo con localidades del Municipio Alberto Adriani como Onia, La Blanca y La Palmita. Sin embargo, sí constituye un área metropolitana con localidades como Mucujepe, Los Naranjos, Santa Elena de Arenales, Santa Bárbara del Zulia, Pueblo Nuevo-El Chivo, Guayabones y Caño El Tigre, siendo las primeras localidades partes del Municipio Alberto Adriani, y en menor medida con localidades como Zea, Chiguara, Mesa Bolívar, La Azulita y La Tendida.Su población es de 162,289 hab. para el año 2020

## Historia
Sobre la ciudad de El Vigía hasta ahora no se tiene una información exacta de cuándo se fundó, aunque se acepta pragmáticamente la fundación de la misma el año de 1892 cuando finaliza la construcción del ferrocarril Santa Bárbara-El Vigía, que se construyó con el fin de llevar los productos agrícolas, principalmente café y cacao, desde los Andes hasta el Lago de Maracaibo y de allí a la ciudad de Maracaibo para ser exportados. En torno a esta estación y a la sombra de un árbol de tamarindo se desarrolló una pequeña aldea que se conoció a partir de entonces como El Vigía.
Antes de la llegada de los españoles el territorio estaba habitado por una infinidad de pueblos indígenas como los Bubuquí. Los primeros registros históricos que se tienen son del año 1635; cuando todo el territorio que abarca la ciudad actual: "las tierras comprendidas a una banda del río Chama y también en la quebrada de Onia", como reza el documento; fue otorgada por la Corona Española en nombre del primer Capitán General de Mérida Don Alfonso Fernández Valentínal al capitán García Varela, con el fin de "pacificar" a los indios y permitir el asentamiento de fincas cacaoteras y ganaderas, las cuales en su desarrollo fueron habitadas en su mayoría por esclavos africanos, pues los españoles y criollos preferían pasar la mayor parte del tiempo en el benigno clima de la cordillera andina.

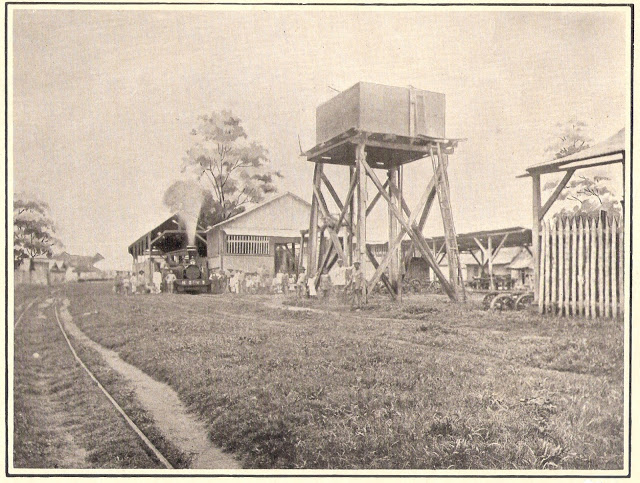
Gran Ferrocarril de Santa Bárbara a El Vigía.

El origen del nombre de El Vigía puede situarse también en esos primeros registros históricos, el capitán García Varela nombró a su finca con el nombre de El Vigía, por estar ubicada en un punto que domina la llanura aluvial que permitía vigilar el avance de piratas desde el lago de Maracaibo. Este punto es actualmente conocido como El Iberia. Existen otras versiones del origen del nombre; una dice que cuando se inauguró el ferrocarril en 1892, que partía de Santa Bárbara del Zulia, en la estación de llegada había un puesto de vigía que avisaba de la pronta llegada del ferrocarril para preparar los depósitos de agua de la reposta, y se hizo entonces popular la expresión entre los pasajeros del ferrocarril: "Ya estamos por llegar a el vigía"; otra afirma que, cuando la región se encontraba prácticamente deshabitada en los años previos de la llegada del ferrocarril, pues la mayoría de las fincas ya no existían, los pobladores de los pueblos vecino como Tovar, Zea o Mesa Bolívar tenían como sitio preferido para cazar los territorios que actualmente ocupa la ciudad. Los cazadores utilizaban la expresión "vamos a vigiar" por "vamos a cazar" y de allí habría tomado nombre la región.
La construcción de la carretera Panamericana y el puente sobre el río Chama en 1954 dio un impulsó económico a la ciudad. El Vigía fue sólo una aldea hasta la construcción de la carretera Panamericana y el puente sobre el río Chama en 1954, que permitieron la comunicación de la región con todo el país. Esa importante obra de ingeniería convirtió a El Vigía en la encrucijada de los Andes, lo que impulsó un desarrollo económico acelerado y su población creció con la llegada de emigrantes merideños y tachirenses, así como colombianos y zulianos, además de inmigrantes, principalmente comerciantes árabes, griegos, italianos, españoles y en las últimas décadas chinos. Durante estos años la llanura del Sur del Lago paso de ser un bosque tropical húmedo, tal vez uno de los más exuberantes de la Tierra, a una potencia agropecuaria que no solo apuntaló el desarrollo de El Vigía, sino que jugó un papel importante en el desarrollo de toda Venezuela. 
El Vigiense es un ciudadano fruto del cruce de culturas, es un inmigrante, aún son pocos los vigienses que pueden afirmar haber nacido en la ciudad, en comparación con el total de la población, y a la vez un emigrante pues su población se traslada a los grandes centros urbanos de Venezuela a trabajar o estudiar. Trabajador y con iniciativa propia, que hace de la labor diaria la base de su vida económica y social, puesto que El Vigía nunca ha contado con un sector público grande y sus rentas provenientes del Estado Público Nacional nunca han sido importantes. Este carácter independiente se manifiesta, por ejemplo, en el uso de los nombres de los espacios públicos, que no se dedican a las figuras nacionales, sino a personajes de la ciudad. Igualmente ese carácter propio lo aleja del andino propiamente dicho, para conforma un gentilicio propio el surlaguense.
En 2017, se construye el Hospital General de El Vigía, que se estima que este listo para el 2018.

## Geografía

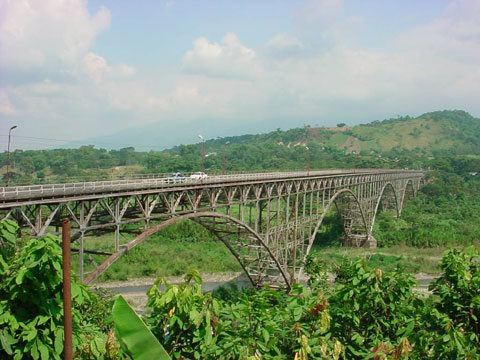
Puente sobre el Río Chama

La temperatura promedio anual de 27 °C. con mínimas de 17 °C y máximas de 37 °C. La sensación térmica se ve moderada por las lluvias que pueden alcanzar 2000mm al año, aunque el promedio es de 1300mm. La meseta donde está ubicada la ciudad domina la llanura aluvial el Sur del Lago de Maracaibo y fue originalmente un bosque tropical húmedo. El margen opuesto del río al Este lo ocupa el sector conocido como La Blanca, parte integral del área metropolitana de la ciudad, esta se encuentra igualmente sobre una meseta, separadas ambas por el puente sobre el río Chama.
| Parámetros climáticos promedio de El Vigía, Venezuela          | Parámetros climáticos promedio de El Vigía, Venezuela | Parámetros climáticos promedio de El Vigía, Venezuela | Parámetros climáticos promedio de El Vigía, Venezuela | Parámetros climáticos promedio de El Vigía, Venezuela | Parámetros climáticos promedio de El Vigía, Venezuela | Parámetros climáticos promedio de El Vigía, Venezuela | Parámetros climáticos promedio de El Vigía, Venezuela | Parámetros climáticos promedio de El Vigía, Venezuela | Parámetros climáticos promedio de El Vigía, Venezuela | Parámetros climáticos promedio de El Vigía, Venezuela | Parámetros climáticos promedio de El Vigía, Venezuela | Parámetros climáticos promedio de El Vigía, Venezuela | Parámetros climáticos promedio de El Vigía, Venezuela |
| Mes                                                            | Ene.                                                  | Feb.                                                  | Mar.                                                  | Abr.                                                  | May.                                                  | Jun.                                                  | Jul.                                                  | Ago.                                                  | Sep.                                                  | Oct.                                                  | Nov.                                                  | Dic.                                                  | Anual                                                 |
| -------------------------------------------------------------- | ----------------------------------------------------- | ----------------------------------------------------- | ----------------------------------------------------- | ----------------------------------------------------- | ----------------------------------------------------- | ----------------------------------------------------- | ----------------------------------------------------- | ----------------------------------------------------- | ----------------------------------------------------- | ----------------------------------------------------- | ----------------------------------------------------- | ----------------------------------------------------- | ----------------------------------------------------- |
| Temp. máx. media (°C)                                          | 32.8                                                  | 32.5                                                  | 35.0                                                  | 35.8                                                  | 36.0                                                  | 36.0                                                  | 37.5                                                  | 37.0                                                  | 36.8                                                  | 36.0                                                  | 36.1                                                  | 34.0                                                  | 35.5                                                  |
| Temp. mín. media (°C)                                          | 13.8                                                  | 13.0                                                  | 16.0                                                  | 16.5                                                  | 16.8                                                  | 17.5                                                  | 17.8                                                  | 17.0                                                  | 16.6                                                  | 16.5                                                  | 15.0                                                  | 14.0                                                  | 15.9                                                  |
| Precipitación total (mm)                                       | 90                                                    | 81                                                    | 87                                                    | 91                                                    | 99                                                    | 106                                                   | 109                                                   | 116                                                   | 117                                                   | 116                                                   | 119                                                   | 100                                                   | 1231                                                  |
| Días de lluvias (≥ )                                           | 10                                                    | 12                                                    | 12                                                    | 13                                                    | 16                                                    | 17                                                    | 17                                                    | 20                                                    | 20                                                    | 19                                                    | 14                                                    | 12                                                    | 182                                                   |
| Horas de sol                                                   | 230.1                                                 | 227.5                                                 | 227.8                                                 | 190.3                                                 | 185.5                                                 | 182.8                                                 | 181.7                                                 | 162.6                                                 | 170.2                                                 | 175.4                                                 | 178.9                                                 | 199.5                                                 | 2312.3                                                |
| Humedad relativa (%)                                           | 85                                                    | 87                                                    | 90                                                    | 91                                                    | 93                                                    | 95                                                    | 95                                                    | 95                                                    | 97                                                    | 97                                                    | 95                                                    | 90                                                    | 92.5                                                  |
| Fuente: The Weather Channel Interactive, Inc. Octubre del 2011 |                                                       |                                                       |                                                       |                                                       |                                                       |                                                       |                                                       |                                                       |                                                       |                                                       |                                                       |                                                       |                                                       |

## Economía
El Vigía es considerado el centro económico del Sur del Lago de Maracaibo, una de las regiones agropecuarias más importantes de Venezuela, caracterizada por su diversa producción agrícola y pecuaria. Entre los principales rubros destacan el plátano, la palma aceitera, diversos frutales y la ganadería, los cuales sustentan una parte significativa de la economía regional.
La ciudad cuenta con infraestructura petrolera destinada a la distribución de derivados del petróleo, no solo para el occidente venezolano, sino también para el oriente de Colombia, lo que la posiciona como un nodo estratégico dentro del sistema energético binacional.
A nivel industrial, El Vigía alberga fábricas de medicamentos, metalmecánica, productos eléctricos, alimentos y bebidas, así como una importante cantidad de empresas de servicios e ingeniería, con énfasis en el sector agropecuario y energético.
El crecimiento económico ha propiciado la conformación de extensas zonas comerciales, donde destacan los centros comerciales y centros de distribución de alimentos y bienes de consumo masivo, consolidando a El Vigía como un polo comercial regional.
Entre las instituciones vinculadas al desarrollo agrícola se encuentra la Fundación para el Mejoramiento del Plátano en Venezuela (FUMPLAVEN), organización sin fines de lucro creada en 2010 por iniciativa de productores, técnicos y comerciantes vinculados al cultivo del plátano en el estado Zulia, cuyo objetivo es mejorar la calidad y competitividad del rubro a nivel nacional.

## Vialidad y transporte

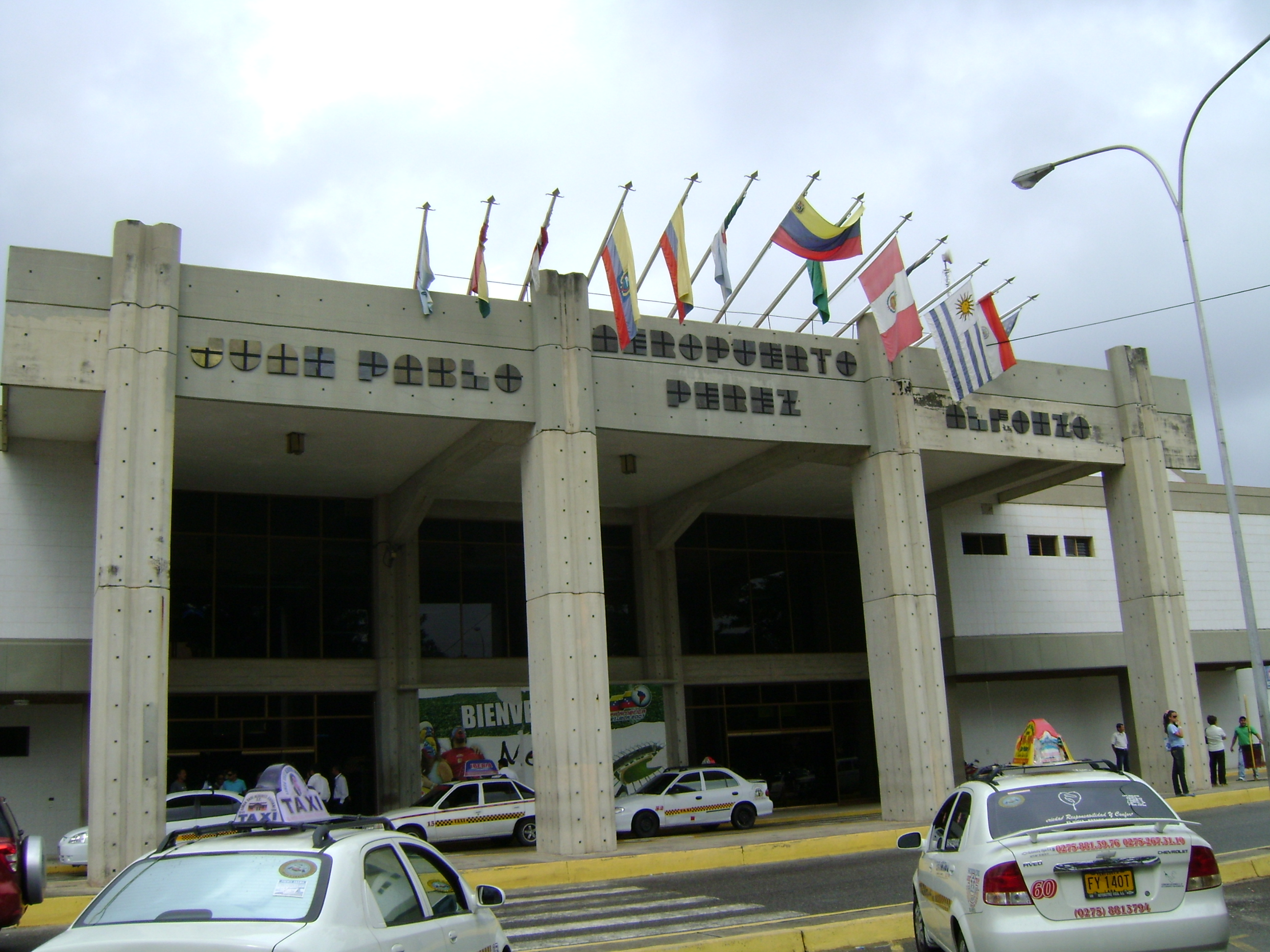
Entrada del Aeropuerto Internacional Juan Pablo Pérez Alfonso

### Vialidad
El Vigía tiene dos corredores viales de gran importancia:
- El Corredor vial Sur-Norte: formado por las Avenidas Rotaria y Bolívar el cual comunica por el sur al área metropolitana de Mérida y por norte con el Sur del lago de Maracaibo, donde se aprecia parte del centro de la ciudad atravesando el Sistema de Túneles de la Autopista Rafael Caldera, el Elevado de Ibéria, la zona comercial de la Avenida Bolívar, la Plaza Alberto Adriani, la Alcaldía, la Catedral, la Plaza El Ferrocarril, la Plaza Bolívar y el Hospital tipo II.

- El Corredor Vial Este-Oeste: formado por la Avenida Don Pepe Rojas, el comunica por Este a los pueblos del Norte del estado Mérida, el Sur del Lago del estado Zulia y el occidente Venezolano y por Oeste con el estado Táchira y la República de Colombia, atravesando el Puente sobre el Río Chama, el sector Iberia, la Zona Industrial y Comercial, el Terminal de Pasajeros, el Hospital General y el sector Onia.

La Ciudad posee 3 corredores secundarios: la Avenida José Antonio Páez, la Avenida 16 y la Avenida principal del Tamarindo, la primera va hacia el Aeropuerto, la segunda comunica el centro con la Zona Comercial de la 16 y la tercera atraviesa el centro de la localidad.
Actualmente se construye en El Vigía una de las obras de infraestructura más importantes de Venezuela, el segundo puente sobre el río Chama llamado Hugo Chávez Frías, el cual unirá el sector la Playita con Aroa y permitirá una mejor comunicación por la carretera panamericana y abrirá grandes espacios al desarrollo económico y demográfico de la región Surlaguense como parte del desarrollo socioeconómico de la ciudad, así como la construcción del Enlace Vial Bolívar-Chávez que comunicará a las Avenidas Bolívar y Principal del Aeropuerto con la Avenida José Antonio Páez.

### Transporte Terrestre
El Vigía posee un Terminal Terrestre de gran afluencia el cual se considera como el más utilizado en el estado Mérida, el Terminal de pasajeros "Abelardo Pernia" tiene salidas a las ciudades de: San Cristóbal, San Juan de Colón, Maracaibo, Cabimas, Santa Bárbara del Zulia, Caja Seca, Lagunillas, Barquisimeto, Coro, Punto Fijo, Puerto Cabello, Valencia, Maracay, La Victoria, Charallave, Los Teques y Caracas. También cuenta con conexiones con las principales localidades del estado Mérida como la ciudad de Mérida, Tovar, Tucani, Santa Elena de Arenales, Nueva Bolivia y Santa Cruz de Mora, y salidas internacionales hacia El Puerto y Cúcuta (Colombia).

### Transporte Aéreo
El Aeropuerto Internacional Juan Pablo Pérez Alfonso sirve a todo el estado Mérida, a la zona norte del estado Táchira y a la zona sur del estado Zulia, cuenta con salidas a las Ciudades de Caracas, Maracaibo y Porlamar, ya que las salidas internacionales hacia Aruba y Cartagena de que disponía fueron suspendidas.

## Infraestructura

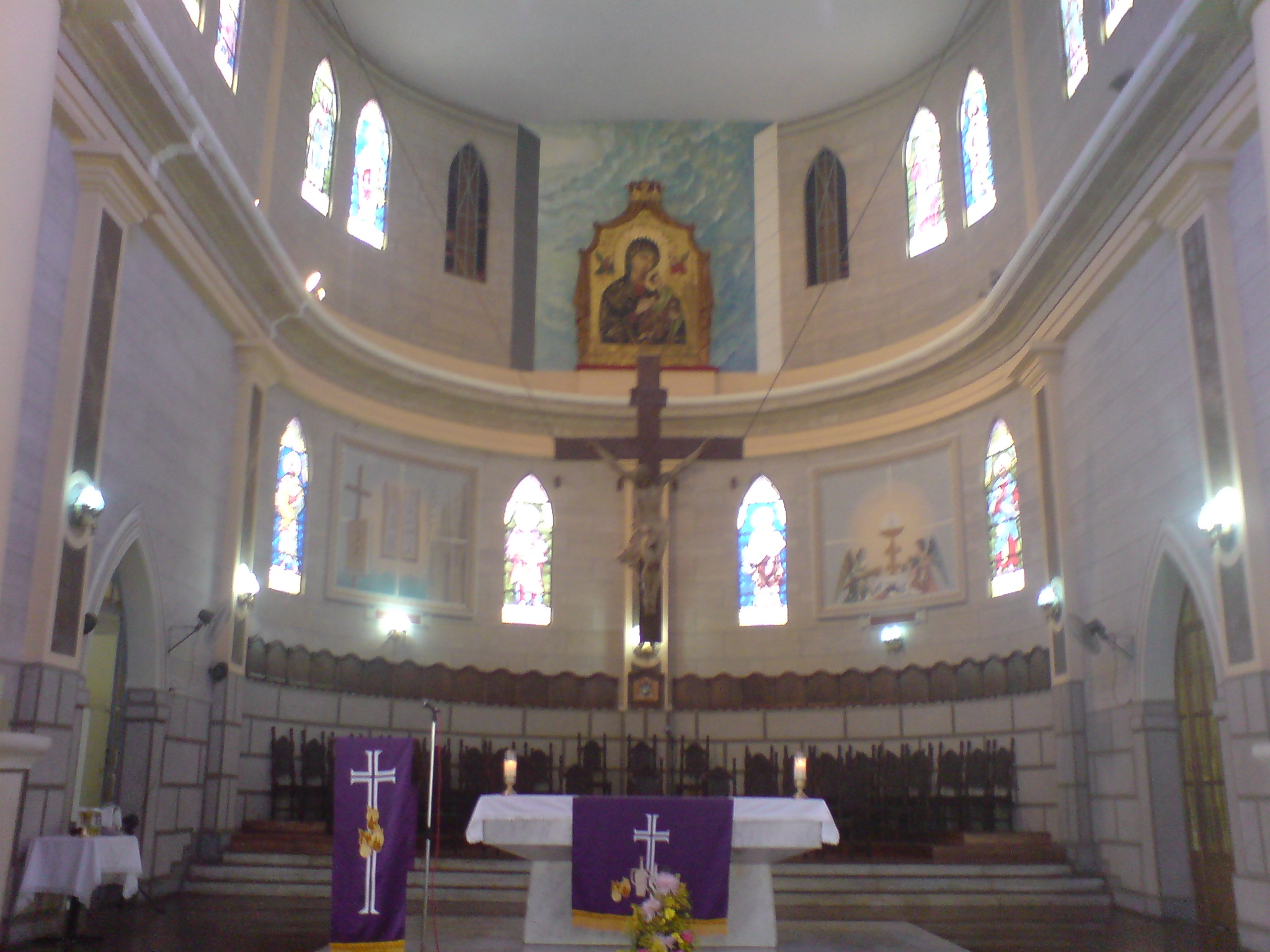
Interior de la Catedral Nuestra Señora del Perpetuo Socorro.

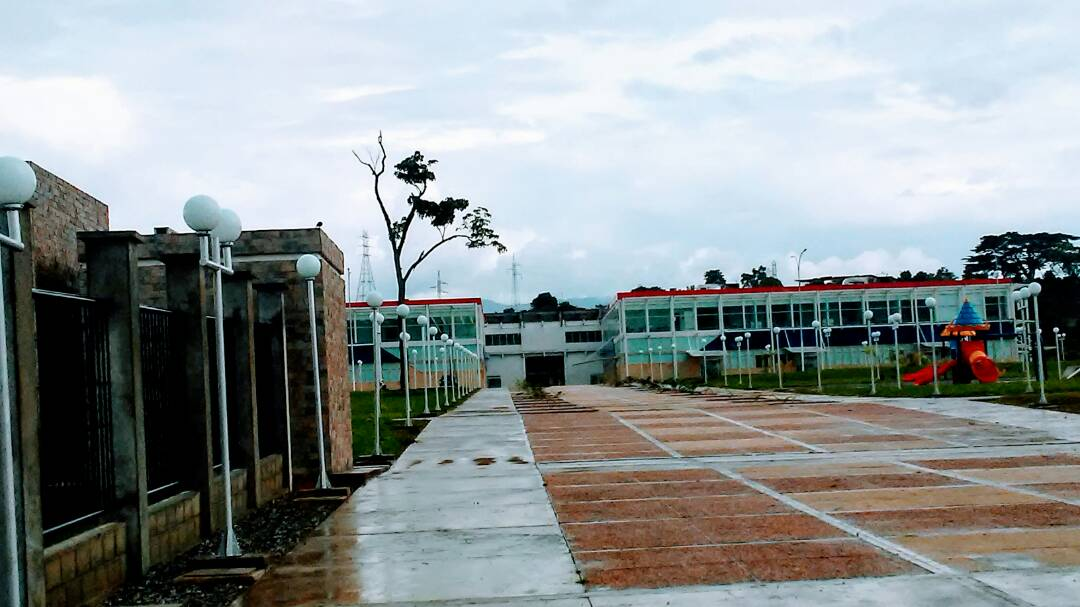
Vista del Hospital Panamericano de El Vigía, próximo a inaugurar con características de tipo IV.

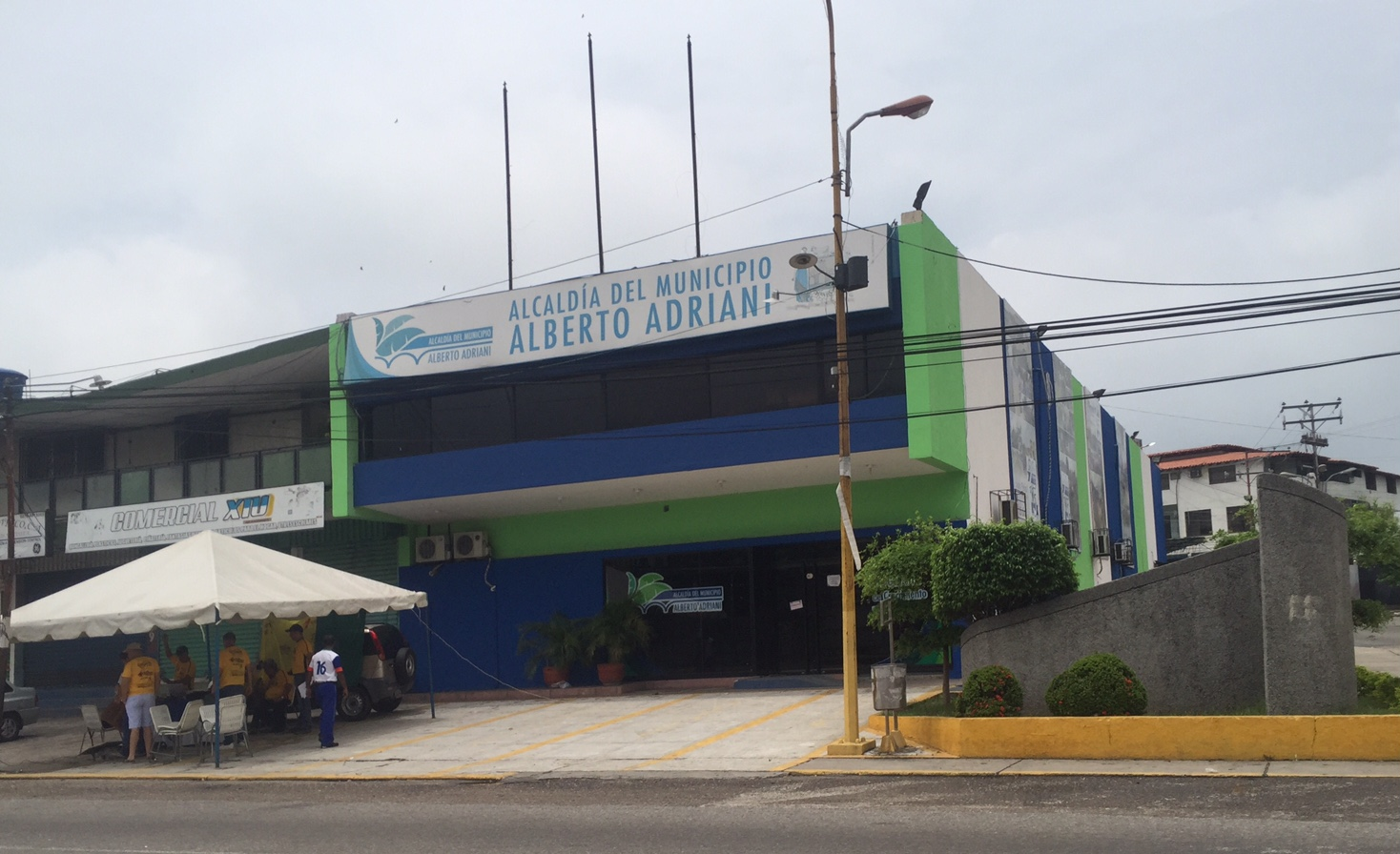
Alcaldía del municipio Alberto Adriani.

La ciudad de El Vigía cuenta con una infraestructura característica de la Edad Contemporánea, con edificios con menos de 6 pisos típico de ciudades pequeñas, avenidas de tránsito moderado de 2 y 4 canales, así como obras de ingeniería de gran impacto producto de las nuevas gestiones gubernamentales.

### Infraestructura de Vialidad y Transporte
- Puente sobre el Río Chama

- Puente "Hugo Chávez" (segundo puente sobre el Río Chama)

- Elevado "Robert Serra"

- Terminal de Pasajeros "Abelardo Pernia"

- Aeropuerto Internacional "Juan Pablo Pérez Alfonso"

### Infraestructura de Desarrollo Social
- Complejo Deportivo "Carlos Maya"

- Centro Cultural "Mariano Picón Salas".

- Hospital Universitario Hugo Rafael Chávez Frías (tipo IV)

- Hospital El Vigía (tipo II)
- Casa del Niño Trabajador Dr. Héctor Rodríguez Dugarte.

### Infraestructura de Esparcimiento
- Plaza Bolívar.

- Plaza La Cordillera.

- Plaza Dr. Alberto Adriani.

- Plaza Omaira Candela de Quintero.

- Plaza Francisco de Miranda.

- Plaza Rómulo Gallegos.

- Plaza Antonio José de Sucre.

- Plaza de Nuestra Señora de la Inmaculada Concepción.

- Plaza Mamasantos.

- Plaza José Antonio Páez.

- Plazoleta Páez.
- Boulevard Los Ilustres.

- Parque Biosaludable "Bubuqui IV".[3]

- Parque Metropolitano.[4]

- Parque la Guacamaya.

- Parque Lago Sur.
- Parque Purita de Katztgraber.

### Infraestructura Religiosa
- Catedral Nuestra Señora del Perpetuo Socorro.

- Capilla El Carmen.

- Iglesia Nuestra Señora del Carmen.

- Iglesia Nuestra Señora de Coromoto.

- Iglesia Nuestra Señora de Fátima.

## Deportes
El Vigía cuenta con el "Complejo Polideportivo Carlos Maya" ubicado en el sector Buenos Aires. El complejo deportivo está conformado por:
- Estadio Ramón Hernández: con capacidad para 12.000 espectadores, el cual es sede del equipo "Atlético El Vigía Fútbol Club"

- Estadio de Béisbol "Acacio Sandia Ramírez".

- Complejo de piscinas América Bendito.

- Gimnasio múltiple "Oscar Ortega".

- Gimnasio de Boxeo "Jesé Luis Varela".[5]

## Educación
La ciudad posee una importante cantidad de instituciones de educación inicial, básica y secundaria, constituida por instituciones públicas y privadas, entre las más importantes se encuentran:
- Liceo Bolivariano Dr. Alberto Adriani.
- Unidad Educativa Colegio Santa Teresita.
- Unidad Educativa Mauricio Encinoso.
- Escuela Estadal Bolivariana Feliz María Ruiz.
- Liceo Bolivariano 12 de Febrero.

Por otra parte, la ciudad también cuenta con diversos centros de educación superior como:
- Universidad de Los Andes: Núcleo "Alberto Adriani"

- Universidad Bolivariana de Venezuela: extensión del Municipio Alberto Adriani

- Universidad Nacional Experimental Simón Rodríguez: Núcleo El Vigía

- Universidad Pedagógica Experimental Libertador: Núcleo El Vigía

- Universidad Politécnica Territorial de Mérida "Kleber Ramírez": Extensión El Vigía

- Instituto Universitario de Tecnología " Dr. Cristóbal Mendoza "

## Personalidades
- Edwin Valero (1981-2010): boxeador, campeón mundial peso ligero.
- Richard Parra: ciclísta, político.
- José Alarcón (1988): ciclista.
- Yoel Finol (1996): boxeador, medallista olímpico (2016).
- Adalberto Peñaranda (1997): futbolista.
- Tarek El Aissami (1974): político.